# Намашко, Сергей Андреевич
Сергей Андреевич Намашко (19 июня 1984, Тирасполь) — молдавский и российский футболист, полузащитник.
В чемпионат Молдавии выступал за клубы «Шериф» Тирасполь (2001/02 — 2002/03, 2005/06, 2006/07), «Тирасполь» (2002/03 — 2005/06, 2006/07 — 2007/08, 2008/09), «Динамо» Бендеры (2009/10), «Дачия» Кишинёв (2010/11), «Зимбру» Кишинёв (2011/12), «Сфынтул Георге» Суручены (2011/12), «Сперанца» Крихана Веке (2012/13), «Саксан» Чадыр-Лунга (2014/15).
В 2008 году на правах аренды провёл девять матчей за клуб российского первого дивизиона «Торпедо» Москва. В 2009 году играл в чемпионате Казахстана за «Восток» Усть-Каменогорск. Выступал за любительские российские клубы «Цементник-Мордовия» Комсомольский (2010) и «Химик» Белореченск (2013).
В 2007—2009 годах провёл 16 матчей за сборную Молдавии.
Братья Александр и Станислав также футболисты.